# Södertörn-Nacka
Södertörn-Nacka - também conhecida como Södertörn - é a terceira maior ilha da Suécia, situada na costa do Mar Báltico e separada da terra firme da província da Södermanland pelo fiorde Himmerfjärden.

Tem uma forma triangular, abrangendo as regiões de Södertörn e de Nacka. Está localizada no leste da província de Södermanland, diretamente a sul da cidade de Estocolmo.

Está rodeada a norte pelo lago Mälaren e por Saltsjön (uma reentrância do mar Báltico), a oeste pelos fiordes de Himmerfjärden e Hallsfjärden e pelo canal de Södertälje, e a leste e a sul pelo mar Báltico e pelo arquipélago de Estocolmo.

Até 2014, esta ilha era considerada península, e como tal parte do território continental sueco, apesar de estar na realidade separada da terra firme pelo canal de Södertälje.

## Etimologia
O topónimo tem uma origem muito antiga, havendo alguma incerteza na sua explicação. Söder significa ”sul” e törn alude a ”rochas escarpadas” ou ”alongadas”, por uns interpretado como a costa sul e leste e por outros como uma parte da costa oeste na proximidade da atual cidade de Södertälje. 
Está mencionado como Thørh em 1281.